# Vendeuvre-du-Poitou
Vendeuvre-du-Poitou is een plaats en voormalige gemeente in het Franse departement Vienne (regio Nouvelle-Aquitaine) en telt 2725 inwoners (2005). De plaats maakt deel uit van het arrondissement Poitiers. Vendeuvre-du-Poitou is op 1 januari 2017 gefuseerd met de gemeenten Blaslay, Charrais en Cheneché tot de gemeente Saint Martin la Pallu, die op 1 januari 2019 werd uitgebreid met de gemeente Varennes tot de gemeente Saint-Martin-la-Pallu.

## Geografie
De oppervlakte van Vendeuvre-du-Poitou bedraagt 41,4 km², de bevolkingsdichtheid is 65,8 inwoners per km².
De onderstaande kaart toont de ligging van Vendeuvre-du-Poitou met de belangrijkste infrastructuur en aangrenzende gemeenten.

## Demografie
Onderstaande figuur toont het verloop van het inwonertal (bron: INSEE-tellingen).